# Sam Wood
Pour les articles homonymes, voir Wood.
Sam Wood est un réalisateur et producteur américain, né le 10 juillet 1883 à Philadelphie (Pennsylvanie) et mort le 22 septembre 1949 à Hollywood (Californie).

## Biographie
Sam Wood débuta dans la mise en scène en 1920 et dirigea sans discontinuer des vedettes comme Wallace Reid, Marion Davies, Norma Shearer et surtout Gloria Swanson dont il fut le réalisateur attitré de 1921 à 1925 (neuf films, tous pour Paramount Pictures). Il a réalisé deux films avec les Marx Brothers  (Une nuit à l'opéra et Un jour aux courses) et a participé à l'aventure de Autant en emporte le vent (non crédité au générique).

« De l'homme nous savons très peu de choses, mais quelques détails pittoresques aideront peut-être à le situer : il était président de l'« Alliance pour la Préservation des Idéaux Américains » et son testament stipulait que sa fille serait déshéritée si elle s'inscrivait au Parti Communiste ».

## Filmographie partielle

### Comme acteur
- 1917 : La Petite Américaine (The Little American) de Cecil B. DeMille et Joseph Levering
- 1917 : Who Knows? de Jack Pratt
- 1919 : Après la pluie, le beau temps (Don't change your Husband) de Cecil B. DeMille
- 1929 : So This Is College (en) de lui-même.

### Comme réalisateur

#### Années 1920
- 1920 : Double Speed (en)
- 1920 : Excuse My Dust
- 1920 : Le Débrouillard (The Dancin' Fool)
- 1920 : Sick Abed
- 1920 : What's Your Hurry? (en)
- 1920 : La Voix des champs (en) (A City Sparrow)
- 1920 : Her Beloved Villain (en)
- 1920 : Her First Elopement (en)
- 1921 : The Snob (en)
- 1921 : Le Gosse infernal (Peck's Bad Boy)
- 1921 : L'Heure suprême (The Great Moment)
- 1921 : Under the Lash (en)
- 1921 : Faut-il avouer ? (Don't Tell Everything)
- 1922 : Inconscience (Her Husband's Trademark)
- 1922 : La Cage dorée (Her Gilded Cage)
- 1922 : Le Droit d'aimer (Beyond the Rocks)
- 1922 : Le Calvaire de madame Mallory (The Impossible Mrs. Bellew)
- 1922 : La Dictatrice (My American Wife)
- 1923 : Les Femmes libres (Prodigal Daughters)
- 1923 : La Huitième Femme de Barbe-Bleue (Bluebeard's Eighth Wife)
- 1923 : His Children's Children
- 1924 : The Next Corner
- 1924 : Bluff
- 1924 : La Fille de la brousse (The Female)
- 1926 : Son fils avait raison (Fascinating Youth)
- 1926 : One Minute to Play
- 1927 : Le Bel Âge (The Fair Co-Ed)
- 1928 : Chiffonnette (The Latest from Paris)
- 1929 : La Reine Kelly (Queen Kelly) (coréal.)
- 1929 : La Grande Vie (It's a Great Life)

#### Années 1930
- 1930 : Mademoiselle, écoutez-moi donc ! (The Girl Said No)
- 1930 : Way for a Sailor
- 1930 : Il faut payer (Paid)
- 1932 : Le Bel Étudiant (Huddle)
- 1933 : Le Chant du Nil (The Barbarian)
- 1933 : Dans tes bras (Hold your man) (non crédité)
- 1934 : Hollywood Party
- 1934 : L'Espionne Fräulein Doktor (Stamboul Quest)
- 1934 : La Belle du Missouri (The Girl from Missouri)
- 1935 : On a volé les perles Koronoff (Whipsaw)
- 1935 : Une nuit à l'opéra (A Night at the Opera)
- 1936 : L'Heure mystérieuse (The Unguarded Hour)
- 1937 : Un jour aux courses (A Day at the Races)
- 1937 : Les Cadets de la mer (Navy Blue and Gold)
- 1938 : Compagnons d'infortune (Stablemates)
- 1938 : Barreaux blancs (Lord Jeff)
- 1939 : Au revoir Mr. Chips (Goodbye M. Chips)
- 1939 : Autant en emporte le vent (Gone with the Wind) (coréalisé avec Victor Fleming et George Cukor)

#### Années 1940
- 1940 : Le Mystère de Santa Marta (Rangers of Fortune)
- 1940 : Raffles, gentleman cambrioleur (Raffles)
- 1940 : Kitty Foyle
- 1940 : Une petite ville sans histoire (Our Town)
- 1941 : Le Diable s'en mêle (The Devil and Miss Jones)
- 1942 : Crimes sans châtiment (Kings Row)
- 1942 : Vainqueur du destin (The Pride of the Yankees)
- 1943 : Pour qui sonne le glas (For Whom the Bell Tolls)
- 1943 : L'Intrigante de Saratoga (Saratoga Trunk)
- 1944 : Casanova le petit (Casanova Brown)
- 1944 : Inconnu à cette adresse (Address Unknown) de William Cameron Menzies
- 1945 : Désir de femme (Guest wife)
- 1946 : Un cœur à prendre (Heartheat)
- 1947 : Le Crime de Madame Lexton (Ivy)
- 1948 : Tragique Décision (Command decision)
- 1949 : Un homme change son destin (The Stratton Story)
- 1950 : Embuscade (Ambush)

### Comme producteur
- 1933 : Dans tes bras (Hold Your Man) de Sam Wood